# Флавий Аниций Олибрий Юниор
Флавий Аниций Олибрий Юниор (лат. Flavius Anicius Olybrius iunior) — римский политик в 526—546 годах.

## Биография
Принадлежал к аристократическому роду Анициев, вероятней всего, к его западной ветви. Занимал консульский пост в 526 году без соконсула, представляя одновременно и Восток, и Запад. Имел статус патрикия.